# Tramlijn Hulst - Walsoorden
De Tramlijn Hulst - Walsoorden was een tramlijn in Zeeuws-Vlaanderen. Vanuit Hulst liep de lijn via Kloosterzande naar Walsoorden alwaar er een aansluiting was op de veerdienst naar Hansweert.

## Geschiedenis
De exploitatie van de stoomtram tussen Hulst en Walsoorden begon op 15 december 1902 door de Stoomtram Hulst - Walsoorden (SHW). Een jaar later werd de lijn verlengd tot de veerhaven van Walsoorden. In 1918 werd de SHW een dochteronderneming van de Zeeuwsch-Vlaamsche Tramweg-Maatschappij, maar zij bleef tot 31 december 1944 zelfstandig.
Op 1 februari 1934 werd het reizigersvervoer gestaakt. Tussen 1940 en 1947 was er nog incidenteel reizigersvervoer. In 1940 werd door Rijkswaterstaat voor het goederenvervoer een nieuwe verbinding met de veerhaven van Perkpolder aangelegd. In september 1949 werd ook het goederenvervoer stilgelegd en de sporen opgebroken. Dat dit niet volledig gebeurd is bleek bij de reconstructie van de Hulsterweg in Terhole waar onder het asfalt zowel de oude kasseien bestrating als de tramrails tevoorschijn kwamen.